# Панджикидзе, Майя Гурамовна
Майя Гурамовна Панджикидзе (груз. მაია ფანჯიკიძე; 16 октября 1960, Тбилиси) — грузинский государственный деятель и дипломат. Бывший министр иностранных дел Грузии, занимала этот пост с октября 2012 года по ноябрь 2014 года. Ранее — посол Грузии в Германии (с 2004 по 2007 год) и Нидерландах (с 2007 по 2010 год).

## Ранняя биография
Майя Панджикидзе родилась 16 октября 1960 года в Тбилиси, её отец Гурам Панджикидзе — писатель-фантаст, председатель Союза писателей Грузии (1992—1997). Она получала филологическое образование в Тбилисском государственном университете и Йенском университете имени Фридриха Шиллера. Прежде чем поступить на дипломатическую службу в 1994 году Панджикидзе работала преподавателем немецкого языка в Тбилиси. Значительный период её дипломатической карьеры связан с грузинским посольством в Берлине. В 2004 году она стала заместителем министра иностранных дел Грузии и послом страны в Германии (до 2007 года). В 2007—2010 годах Майя Панджикидзе была послом Грузии в Нидерландах. После своего увольнения с дипломатической службы в 2010 году она заявила о том, что это было сделано по политическим мотивам, так как муж её сестры Ираклий Аласания после отставки с должности посла Грузии в ООН в 2008 году перешёл в оппозицию администрации президента Грузии Михаила Саакашвили.

## В оппозиции
В феврале 2012 года Майя Панджикидзе вступила в ряды оппозиции в качестве представителя Бидзины Иванишвили, миллиардера и бизнесмена, основавшего в мае того же года политическое объединение «Грузинская мечта — Демократическая Грузия», чтобы бросить вызов правящей тогда партии «Единое национальное движение» на парламентских выборах 1 октября 2012 года. Панджикидзе выступала в роли спикера коалиции Иванишвили и главы её штаба во время сложной избирательной кампании.

## Министр иностранных дел
После победы «Грузинской мечты» на парламентских выборах 2012 года Майя Панджикидзе заняла пост министра иностранных дел в кабинете премьер-министра Иванишвили 25 октября 2012 года. В своих первых комментариях в качестве министра она заявила, что приоритетами внешней политики Грузии являются: интеграция с Европейским союзом и НАТО, стратегическое партнёрство с США и сохранение хороших отношений с соседями. Панджикидзе также отметила, что новое правительство будет стремиться к нормализации отношений с Россией, но Грузия не восстановит с ней дипломатические отношения до тех пор, пока Россия, как страна-оккупант, сохраняет свои посольства в Абхазии и Южной Осетии.
5 ноября 2014 года Майя Панджикидзе подала в отставку с поста министра иностранных дел в знак протеста против отставки с должности министра обороны Ираклия Аласании.